# Jil Silberstein
 (janvier 2023).
Pour les articles homonymes, voir Silberstein.
Jil Silberstein, né le 17 décembre 1948 à Paris, est un écrivain, poète, journaliste et éditeur franco-suisse.

## Biographie
Jeune encore, il quitte la France pour la Suisse et, après de nombreux voyages, se fixe à Lausanne. Il travaille dix ans aux éditions l'Âge d'homme, publie des chroniques littéraires dans Le Revizor et dans l'hebdomadaire Construire, tient une chronique dans la Gazette de Lausanne, puis anime la revue d'anthropologie culturelle Présences de l'Alliance culturelle romande. En 1982, il fait paraître aux éditions L'Âge d'Homme un collectif consacré au poète et opposant soviétique Youri Galanskov, auteur du Manifeste humain, mort dix ans auparavant, à trente-trois ans, au camp No 17 A (Mordovie). Y participent quatre de ses anciens amis : Vladimir Boukovski, Nathalia Gorbanevskaia, Alexandre Guinzbourg et Edouard Kouznetsov. En outre, en 1983, il fonde le Comité international Anatoli Martchenko destiné à venir en aide à l'auteur du premier témoignage sur les camps post-staliniens alors emprisonné... et qui, trois ans plus tard, mourra dans une cellule de la prison de Tchistopol (Tatarstan).
Directeur de collection aux éditions du Temps qu'il fait, Jil Silberstein est l'auteur d'une œuvre de création poétique incluant Exacerber l'instant (1974), Le Judas (1980), La pharmacie de l'ange (1983), Sur la mort commune et haïssable et Gratitude (2014), mais également d'essais, d'entretiens et de chroniques. Il a notamment écrit un ouvrage sur Les métiers de la rue (1990) en collaboration avec le photographe Jean Mohr, des entretiens avec le peintre Hesselbarth, une souffrance recyclée, et un récit de voyage en Roumanie Roumanie, prison des âmes (1991). 
Traducteur de Czeslaw Milosz, Georg Trakl, Charles Reznikoff ou encore T. E. Lawrence, Jil Silberstein part vivre quatre années à Washington. Il consacre l'essentiel de son temps à la rédaction de Innu (1998), chronique des Indiens montagnais du Québec-Labrador parmi lesquels il séjourne une année. 
De retour en Suisse en 1996, d'abord à Zurich puis dans le canton de Vaud, il travaille aux éditions Payot Lausanne, rédige des critiques littéraires pour le quotidien 24 heures et élabore un vibrant témoignage sur les Indiens Kali'na d'Amazonie chez qui il effectue un long séjour. À l'été 2000, il prépare un séjour parmi les Tchoukches du détroit de Béring, qui se transformera en une enquête – trois étés durant – parmi les Touvas du sud la Sibérie. En 2003, paraît Sophocle et les tristes sires. En 2009, paraît Une vie sans toi, longue adresse poétique à son épouse, Monique, journaliste à la RSR, décédée en août 2006. Depuis lors, il n'a cessé de publier aux éditions Noir sur Blanc.

## Publications
- Exacerber l'Instant, L'Âge d'Homme, 1974, poésieRéédité en 1999 dans la collection « Amers »
- Ni vouloir de chair, L'Âge d'Homme, 1976, poésie
- Le Judas, L'Âge d'Homme, coll. « Contemporains », 1980, poésie
- Pharmacie de l'ange, L'Âge d'Homme, coll. « Le Bruit du Temps », 1983, poésie
- La promesse et le pardon, L'Âge d'Homme, coll. « Contemporains », 1986, essai
- Promenade avec Palézieux, Galerie Ditesheim, 1987, essai
- Le visage de l'Homme, Le temps qu'il fait, 1988, chroniques
- H.J. Breustedt : Métamorphoses et méditations, Vie Art Cité, 1989, essai
- Hesselbarth, une souffrance..., Alliance culturelle romande, 1990, essai
- Les métiers de la rue, Favre, 1990, chroniquesPhotographies de Jean Mohr. Réédité en 2004 aux Éditions L'Âge d'Homme dans la collection « Poche Suisse »
- Roumanie, prison des âmes, Le temps qu'il fait, 1991, chroniquesSeconde édition publiée en 2010 aux Éditions Noir sur blanc
- Sur la mort commune et haïssable, Le temps qu'il fait, 1993, poésie
- INNU : À la recherche des Montagnais du Québec-Labrador, Albin Michel, 1998, chroniques
- Kali'na, une famille de Guyane française, Albin Michel, 2002, chroniques
- Lumières sur Joseph Czapski, Noir sur blanc, 2003, essai, Prix Schiller 2004
- Sophocle et les tristes sires, L'Âge d'Homme, 2003, essai
- Réflexions ovales, École supérieure des Beaux-Arts, 2004, chroniques
- Dans la taïga céleste : Entre Chine et Russie, l'univers des Touvas, Albin Michel, 2005, chroniques
- La Constellation du renard : une jeunesse, L'Âge d'Homme, coll. « Contemporains », 2006, poésie
- La neuvième merveille : Sophocle, Dante, Shakespeare, L'Âge d'Homme, coll. « Contemporains », 2007, chroniques
- Une vie sans toi, L'Âge d'Homme, coll. « Contemporains », 2009, récitPrix Édouard-Rod 2010
- Luc Hoffmann, l'homme qui s'obstine à préserver la terre, Phébus, 2010
- Robert Drouleurs, les vrais affrontements d'un faux dandy, Bleu Persan, 2014

- Hesselbarth : Peinture, papillons et autres coq-à-l'âne, L'Âge d'Homme, coll. « Poche Suisse », 2011, entretiensPréface de Philippe Jaccottet

- La Terre est l'oreille de l'ours, Éditions Noir sur Blanc, 2012
- Les voix de Iaşi, Éditions Noir sur Blanc, 2015
- Dor de Iaşi, Editura universității Alexandru Cuza, 2016
- L'Île où les hommes implorent, Noir sur Blanc, 2019
- Le métier d'homme, L'Âge d'Homme, 2019
- Voyages en Russie absolutiste, Noir sur Blanc, 2022
- Pour dire adieu (Photographies de l'auteur), Le temps qu'il fait, 2024

### Traductions
- Georg Trakl, Hymnes à la nuit, L'Âge d'Homme, 1979
- Czeslaw Milosz, Enfant d'Europe, L'Âge d'Homme, 1980
- Thomas Edward Lawrence, Men in Print, La Table Ronde, 1988
- Charles Reznikoff, Rythmes I & 2, Héros-Limite, 2013
- Charles Reznikoff, In Memoriam : 1933, Héros-Limite, 2016
- Khounan-Kara – une épopée touva, Héros-Limite, 201

## En collaboration
- Victor Serge, Mémoires d'un révolutionnaire et autres récits politiques, 1908-1947 (Robert Laffont, col. "Bouquins", 2001), avec Jean Rière.
- Vladimir Dimitrijević, Lettres russes (éditions Héros-Limite, 2011)
- Samy Briss, Iaşi, zile negre – Le pogrom de Iaşi 1941 (Éditions Caractères, 2016).